# Società italiana di storia militare

Logo della Società italiana di storia militare.

La Società italiana di storia militare (SISM) è stata fondata da Raimondo Luraghi, suo primo presidente, ed è un'associazione scientifica, che tratta problemi militari e storici.
Costituita a Roma, la Società ha per fine la promozione degli studi di storia militare, mediante:
- l'organizzazione e la partecipazione a congressi, convegni, seminari ed altre manifestazioni culturali o scientifiche

- la pubblicazione di studi, notiziari e bollettini d'informazione

- l'effettuazione di ricerche

- la concessione di borse di studio e di premi di laurea o di dottorato

- la realizzazione o il patrocinio di altre iniziative dirette al perseguimento dello scopo sociale.

## Collaborazioni
La SISM è riconosciuta dal Ministero della Difesa italiano e collabora con la Commissione italiana di storia militare (CISM) costituita con decreto ministeriale 21 novembre 1986, con il Centro interuniversitario di studi e ricerche storico-militari (CISRSM) costituito con convenzione del 15 aprile 1986 tra le Università di Torino, Padova e Pisa e con l'Associazione amici della biblioteca militare italiana costituita in Varallo Sesia il 20 settembre 2008. La SISM diffonde in Italia la Bibliographie internationale d'histoire militaire curata dal comité de bibliographie della Commission internationale d'histoire militaire (CIHM).
La SISM ha collaborato con la CISM nell'organizzazione del 18º e del 19º Congresso internazionale della Commission internationale d'histoire militaire, svoltisi entrambi a Torino negli anni 1992 e 2013.
La SISM ha prodotto anche una rivista su argomenti militari (Nuova Antologia Militare), di carattere interdisciplinare e internazionale.

## Presidenti onorari
- Raimondo Luraghi (1992)
- Mariano Gabriele (2010)

## Presidenti della SISM
- Raimondo Luraghi (1985-1992)
- Filippo Stefani (1992-1994)
- Massimo Mazzetti (1995-1997)
- Antonello Folco Maria Biagini (1997-1999)
- Pierpaolo Meccariello (1999-2001)
- Giuseppe Conti (2001-2004)
- Virgilio Ilari (2004-2007)
- Pierpaolo Meccariello (febbraio – agosto 2008)
- Mariano Gabriele (2008)
- Virgilio Ilari (2010 - in carica)

## Segretari generali
- Michele Nones (1985-1990)
- Giuseppe Conti (1991-1997)
- Piero Crociani (1997)
- Ciro Paoletti (1997- 2004)
- Flavio Carbone (2004)
- Nicola Pignato (2004- 2008)
- Annamaria Isastia (2009 - ancora in carica al 2013)

## Pubblicazioni

### Volumi
- L'insegnamento della storia militare in Italia, Atti del seminario di Roma 4 dicembre 1987, Roma, Compagnia dei Librai, 1989.
- L'Esercito italiano, storia di uomini e di armi, Roma, Editalia, 1988.
- Storia militare d'Italia 1796-1975, Roma, Editalia, 1990.
- Италянски в Россий 1812. Gli italiani nella campagna di Russia del 1812. Atti del convegno svoltosi a Cassino e Roma nell'ottobre 2012[2].

### In collaborazione col CIRSM
- La storiografia militare italiana negli ultimi venti anni, a cura di Giorgio Rochat e Piero Del Negro, Milano, Angeli, 1985.
- Bibliografia italiana di storia e studi militari 1960-1984,  a cura di Giorgio Rochat, Piero Del Negro e Filippo Frassati, Milano, F. Angeli, 1987.
- Guida alla storia militare italiana, a cura di Piero Del Negro, Edizioni Scientifiche Italiane, Napoli, 1997.
- Repertorio degli studiosi italiani di storia militare 2005, a cura di ian Luca Balestra e Nicola Labanca, Milano, Edizioni UNICOPLI, 2005.

### In collaborazione col Ministero per i Beni culturali
- Le fonti per la storia militare italiana in età contemporanea. Atti del III seminario Roma 1-17 dicembre 1988, (a cura di Alberto Maria Arpino, Antonello Folco Maria Biagini e Franco Grispo), Ministero per i beni culturali e ambientali – Ufficio centrale peri beni archivistici, Roma, 1993.

### In collaborazione con la CISM
- Acta del II Convegno nazionale di storia militare tenuto a Roma presso il CASD il 28-20 ottobre 1999, Commissione italiana di storia militare, Roma, 2001.

### Quaderni (online)
- 1993, Roma, GEI Gruppo Editoriale Internazionale, 1994.  da Scribd
- 1994, Roma, GEI Gruppo Editoriale Internazionale, 1995.
- 1995, Roma, GEI Gruppo Editoriale Internazionale, 1997.
- 1996-1997 – Identità nazionale Forze Armate. Atti del IV convegno SISM di Caserta (a cura di Fortunato Minniti), Edizioni Scientifiche Italiane, Napoli, 2001..
- 1999 (a cura di Fortunato Minniti), Edizioni Scientifiche Italiane, Napoli, 2001.
- 2000 – La storiografia militare in Francia e in Italia. Due esperienze a confronto. Atti (a cura di Fortunato Minniti), Edizioni Scientifiche Italiane, Napoli, 2001.
- 2001-2002 – Militari italiani in Africa (a cura di Nicola Labanca), Edizioni Scientifiche Italiane, Napoli, 2004.
- 2004-2005 – Tsushima 1905 – Jutland 1916. Atti dei seminari navali SISM 2005 (a cura di Marco Gemignani)
- 2006 – Storia della guerra futura. Atti del 1º convegno SISM di Varallo (a cura di Giovanni Cerino Badone)
- 2007-08 Storia della guerra economica. Atti del 2º convegno SISM di Varallo (a cura di Catia Eliana Gentilucci)
- 2009 La guerra del Cinquantanove. Atti del Convegno Nazionale CISM-SISM sulla Seconda guerra d'Indipendenza
- 2010 L'Anno di Teano. Atti del Convegno sulla storia politico-militare del 1860 svoltosi al CASD (Palazzo Salviati) nel novembre 2009
- 2011 Le Armi di San Marco. Atti del convegno sulla storia militare della Serenissima svoltosi a Venezia e Padova nel settembre 2011
- 2012-2013 American Legacy. La Sism ricorda Raimondo Luraghi .
- 2014 Naval History
- 2015 War Films
- 2016 Future Wars